# Enver Pascha

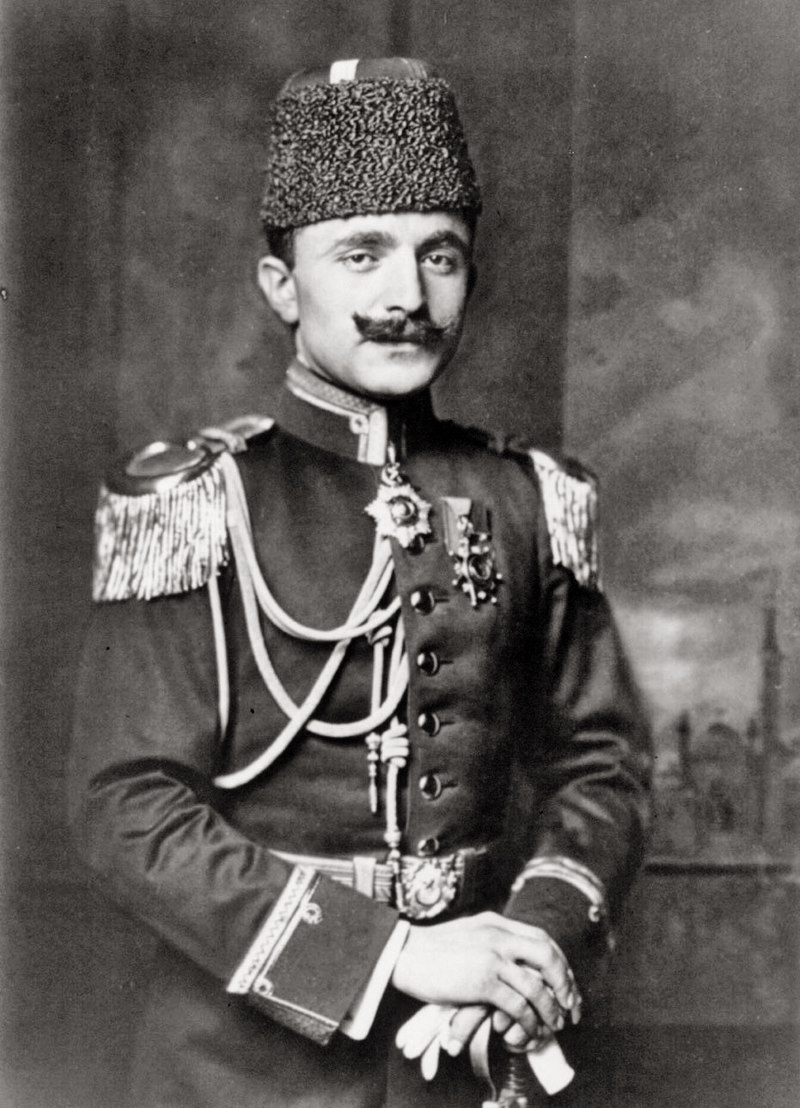
Enver Pascha als Kriegsminister des Osmanischen Reiches

Damad İsmail Enver (osmanisch اسماعیل انور) oder Enver Pascha (* 22. November 1881 in Konstantinopel; † 4. August 1922 bei Baldschuan, Volksrepublik Buchara, heute Tadschikistan) war Politiker, Generalleutnant und Kriegsminister des Osmanischen Reichs und einer der führenden Jungtürken. Enver Pascha war einer der Hauptverantwortlichen für den Völkermord an den Armeniern und gleichaltriger Zeitgenosse von Mustafa Kemal Atatürk, mit dem er eine Zeit lang rivalisierte.

## Herkunft und Aufstieg
Ismail Enver wurde als Kind eines türkischen Eisenbahnarbeiters und seiner albanischen Mutter Ayşe Dilara geboren und wuchs in einfachen Verhältnissen auf. Sein Vater achtete auf eine gute schulische Erziehung. Während seiner Schüler- und Studentenzeit kam er mit bürgerlich-revolutionären Ideen in Berührung und nahm 1897 als Mitglied der jungtürkischen Bewegung an den gescheiterten Studentenprotesten gegen die Regierung unter Sultan Abdülhamid II. teil. Um die Jahrhundertwende gewannen die intellektuell geprägten Jungtürken zunehmend Einfluss auf das türkische Offizierskorps. Enver, der die Offizierslaufbahn eingeschlagen hatte, sollte später neben Cemal und Talaat in den Führungszirkel des Komitees für Einheit und Fortschritt (İttihad ve Terakki Fırkası) aufsteigen. Die grundlegende Voraussetzung dafür war seine wichtige Rolle in der Jungtürkischen Revolution von 1908. In der von seiner Garnison in Thessaloniki ausgehenden Militärrevolte übernahm der junge Hauptmann Enver Bey die militärische Führung. Am 24. Juli 1908 musste Abdülhamid II. die liberale Verfassung des Großwesirs Midhat Pascha von 1876 wieder in Kraft setzen, die Zensur aufheben, eine Amnestie erlassen und reaktionäre Regierungsmitglieder entlassen. Gegen die Machtübernahme der Jungtürken unternahmen reaktionäre Kräfte am 13. April 1909 einen Putschversuch, den revolutionäre Truppen nach drei Tagen niederschlugen. Danach entthronten die Jungtürken Sultan Abdülhamid II. und ersetzten ihn durch dessen machtlosen Bruder Mehmed V., der Verfassungstreue schwor.

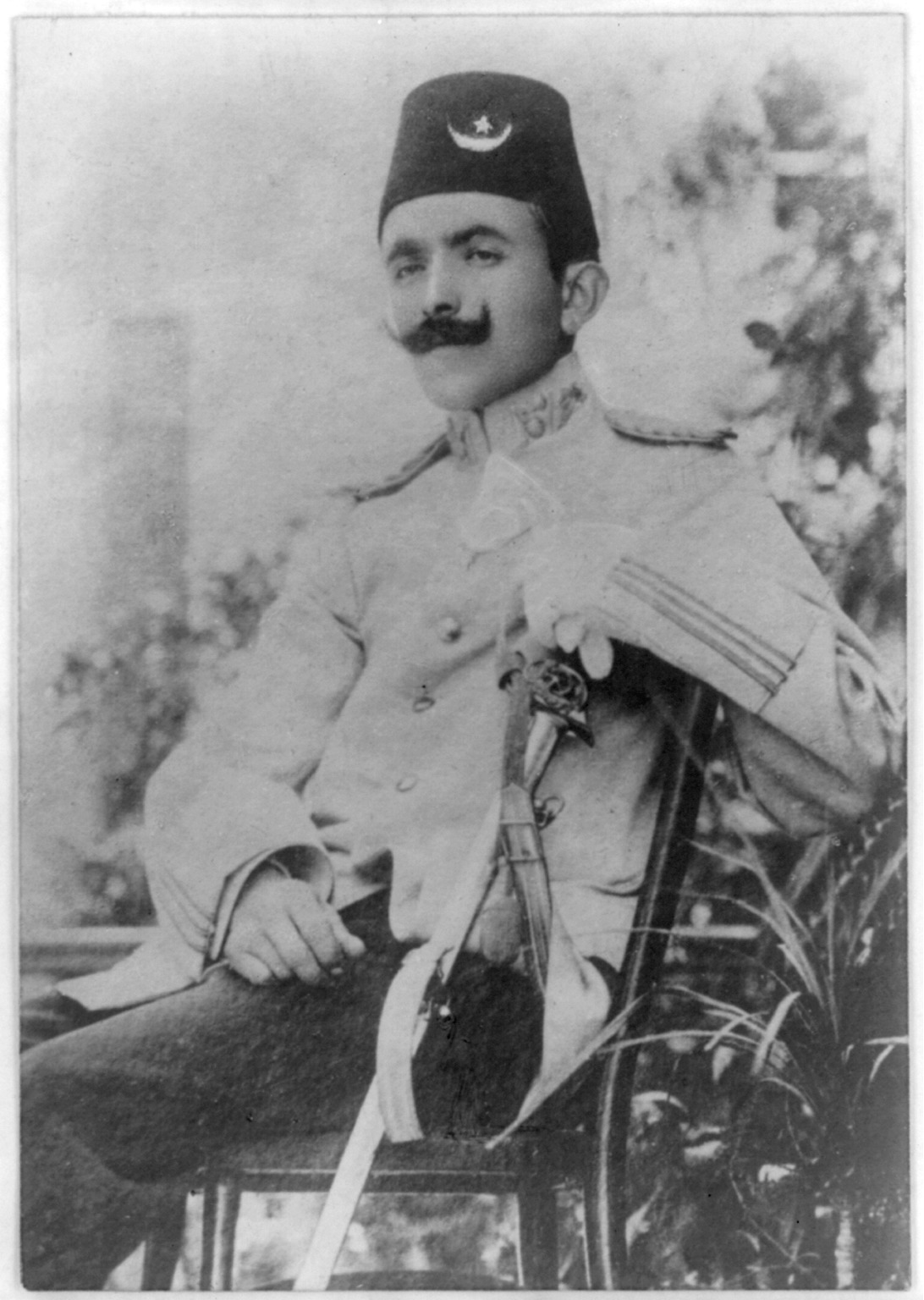
Enver Bey als Absolvent der Militärakademie

Der junge, aufstrebende Ismail Enver stand damals noch in der zweiten Reihe der Jungtürkischen Bewegung. Er setzte sich gegen probritische und profranzösische Kräfte für ein Militärbündnis mit dem Deutschen Kaiserreich ein und amtierte folgerichtig von 1909 bis 1911 als Militärattaché an der osmanischen Botschaft in Berlin. Dort entwickelte er maßgeblich die engen deutsch-türkischen Bündnisbeziehungen vor dem Ersten Weltkrieg und sorgte persönlich dafür, dass deutsche Offiziere höchste Funktionen in der türkischen Armee einnahmen. Mit Hilfe preußisch-deutscher Militärberater und moderner deutscher Waffen wollte er das zurückgebliebene osmanische Militärwesen reformieren, um drohenden Angriffen durch Italien in der Cyrenaika und im Dodekanes und britischen Expansionsgelüsten nach Palästina, Syrien, Arabien und Mesopotamien begegnen zu können. Diese Militärpolitik vergiftete die Beziehungen zur Weltmacht Großbritannien, die durch die Konzession an die Deutsche Bank zum Bau der Bagdadbahn schon länger belastet waren.
Anlässlich des italienisch-türkischen Kriegs verließ Ismail Enver 1911 Berlin, konnte jedoch als türkischer Oberbefehlshaber den Verlust Libyens nicht verhindern. Mit den Niederlagen in Nordafrika und im Dodekanes, der politischen Verfolgung oppositioneller Kräfte im Inland und Gewaltakten gegen Bürger, die nicht türkischer Nationalität waren, verspielten die Jungtürken für kurze Zeit ihre politische Macht. Im Juli 1912 wurden sie von der probritischen „liberalen“ Partei Freiheit und Einheit gestürzt. Die neue Regierung geriet jedoch durch den im Oktober 1912 beginnenden Ersten Balkankrieg, der zu katastrophalen Niederlagen und großen Gebietsverlusten führte, und die politische Spaltung des Offizierskorps ihrerseits in die Krise. Schon im Januar 1913 erfolgte unter maßgeblicher Führung Envers ein erfolgreicher Militärputsch der Jungtürken, der jedoch weitere militärische Niederlagen auf dem Balkan nicht verhinderte. Die neue jungtürkische Regierung unter Führung des Großwesirs Mahmud Şevket Pascha war im Frühjahr 1913 zum verlustreichen Friedensschluss von London gezwungen. Das Osmanische Reich verlor die gesamten europäischen Gebiete einschließlich Adrianopels. Wenig später zerstritten sich jedoch die siegreichen Balkanstaaten untereinander über die Aufteilung der Beute. Das isolierte Bulgarien kämpfte im Zweiten Balkankrieg allein gegen ein neues Bündnis aus Serbien, Griechenland und Rumänien und unterlag dieser Übermacht. Enver erkannte die einmalige Chance, einen kleinen Teil des verlorenen Gebiets zurückzugewinnen, griff als türkischer Oberbefehlshaber seinerseits Bulgarien an und konnte Adrianopel zurückerobern. Dadurch wurde er in der öffentlichen Meinung der Osmanen zum Kriegshelden, was ihm das Amt des Kriegsministers in der neuen jungtürkischen Regierung sicherte.

## Zeit als Kriegsminister

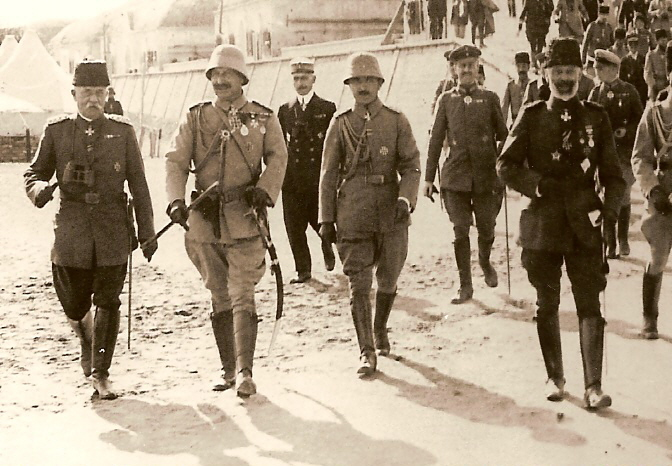
Enver Pascha (2. v. r.) während eines Frontbesuches des deutschen Kaisers Wilhelm II. (2. v. l.) mit dem Kommandeur der osmanischen Verteidigungstruppen an den Dardanellen (4. v. l.) und dem osmanischen Vizeadmiral Merten (3. v. l.)

Zwischen Sommer 1913 und Ende 1914 stand Enver Pascha auf dem Höhepunkt seines Ansehens und seiner Macht. Er regierte in einem informellen Triumvirat mit Innenminister Talât Pascha und Marineminister Cemal Pascha mit nahezu diktatorischen Vollmachten. Kurz nach der Machtübernahme Anfang 1913 wurde İsmail Enver zusammen mit der Ernennung zum Generalmajor auch der Ehrentitel „Pascha“ verliehen, unter dem er bis heute als „Enver Pascha“ bekannt ist. Sein gesellschaftlicher Aufstieg wurde durch die Heirat mit einer osmanischen Prinzessin erleichtert.
Am 3. Januar 1914 wurde er von Sultan Mehmed V. zum Kriegsminister des Osmanischen Reiches ernannt. Als Kriegsminister „säuberte“ Enver zunächst das Offizierskorps, indem er Generäle und Offiziere, die der Opposition gegen die Jungtürken verdächtig waren, massenhaft zwangspensionieren ließ. Außerdem erwirkte Enver im August 1914 das Zusammengehen mit Deutschland und Österreich-Ungarn im Ersten Weltkrieg, was im Herbst 1914 zum offiziellen Kriegseintritt des Osmanischen Reiches führte. Bis kurz vor Kriegsende leitete er die türkischen Militäroperationen als „Vizegeneralissimus“ – eigentlich als Oberbefehlshaber, dem jedoch nominell der Sultan als „Generalissimus“ übergeordnet war. Als die osmanische Großoffensive an der Kaukasusfront im Winter 1914/15, die Enver persönlich leitete, mit einem regelrechten Debakel endete, geriet das jungtürkische Regime schon zu Kriegsbeginn in eine prekäre Lage. Die osmanische Armee war nicht ausreichend für einen Winterfeldzug gerüstet und erlitt in der Schlacht von Sarıkamış große Menschenverluste. Die russische Armee eröffnete daraufhin im Frühjahr 1915, auf Sympathien unter der armenischen Bevölkerung zählend, die Gegenoffensive im Osten. Zur selben Zeit unternahmen die Briten einen Landungsversuch auf der Halbinsel Gallipoli unweit Istanbuls und setzten sich dort monatelang fest. Das militärische Ansehen Envers war in der Armee seither schwer angeschlagen, konnte jedoch durch spätere militärische Erfolge, insbesondere durch die Verteidigung Gallipolis, teilweise wiederhergestellt werden.
Das jungtürkische Triumvirat – den drohenden Zusammenbruch des Reiches vor Augen – verschärfte daraufhin den Staatsterror gegen die Armenier durch massenhafte Deportationen, die durch mangelnde Versorgung, Seuchen und gezielte Massaker in einen von langer Hand geplanten sowie von den Verbündeten des Osmanischen Reiches (dem deutschen Kaiserreich und Österreich-Ungarn) zumindest geduldeten, wenn nicht sogar indirekt unterstützten Völkermord mündeten. Hierfür war Enver einer der Hauptverantwortlichen. Von Verfolgungen waren auch Griechen und Aramäer/Assyrer betroffen. Dieses Vorgehen zerrüttete den inneren Zusammenhalt, aber auch die Wirtschaftskraft des Vielvölkerstaates. In Mittelasien schürte Enver Pascha 1916 im Zusammenhang mit dem Aufstand der Basmatschi gegen die Zarenherrschaft pantürkische Träume, was zu einer Vertrauenskrise in der deutschen Heeresführung führte.
Seit einer Regierungsumbildung im Februar 1917 amtierte Enver zusätzlich als Stellvertreter des neuen Großwesirs Talât Pascha. Trotz des türkisch-deutschen Erfolges bei der Verteidigung Gallipolis 1916 und des massiven deutschen Militärengagements im Nahen Osten verbesserte sich die Lage an der Kaukasusfront erst, als die russische Armee sich infolge der Oktoberrevolution 1917 auflöste. Auf Grund des Friedensvertrags von Brest-Litowsk vom 3. März 1918 konnten die Jungtürken die Heimkehr der 1878 an Russland abgetretenen Distrikte Kars, Ardahan und Batumi feiern. Im Juni 1918 ließ Enver Pascha eine „Islamische Armee“ im Kaukasus aufstellen, um Aserbaidschan mit der wichtigen Ölmetropole Baku zu erobern – was erneut Reibungen mit dem verbündeten Deutschland verursachte und zu Massakern an Armeniern in Baku führte. Kurz nach dem Einmarsch in Baku am Kaspischen Meer, der wichtige osmanische Truppenteile band, brach jedoch durch eine erfolgreiche britische Offensive die Front in Palästina zusammen. Der Erste Weltkrieg war für das Osmanische Reich endgültig verloren, als das verbündete Bulgarien Ende September 1918 kapitulierte und damit die Osmanen von der deutschen Nachschubversorgung abgeschnitten waren.
Wegen gravierender Fehler in der militärischen Führung, seiner Beteiligung am Völkermord an den Armeniern, den er mit Innenminister und Großwesir Talât Pascha mitzuverantworten hatte, und seiner abenteuerlichen pantürkischen Großmachtpläne hatte sich Enver Pascha jenen Teil des Offizierskorps und der Jungtürken zu Feinden gemacht, der einen säkularisierten, republikanischen Staat wollte und angesichts der absehbaren Niederlage nach Wegen zu einem Ausgleich mit den westeuropäischen Siegermächten suchte. Die Entmachtung Envers begann schon mit der Thronbesteigung des Sultans Mehmed VI. im Juli 1918, der die oppositionellen Kräfte unterstützte und Enver als Vizegeneralissimus absetzte. Als die Kriegsniederlage nach der bulgarischen Katastrophe offensichtlich und unabwendbar war, konnte sich die Regierung unter Großwesir Talaat nicht mehr halten und musste am 14. Oktober 1918 zurücktreten. Enver wurde wegen seiner gescheiterten Kriegsstrategie bereits am 4. Oktober 1918 als Kriegsminister entlassen.
Nach Unterzeichnung des für das Osmanische Reich verheerenden Waffenstillstands von Moudros am 30. Oktober 1918 und einem Regierungswechsel, der Anfang November 1918 die von den Jungtürken verfolgten Liberalen wieder an die Macht brachte, mussten Enver, Talaat und Cemal aus Istanbul fliehen, um der Verhaftung und Verurteilung zu entgehen. In der Nacht vom 3. zum 4. November 1918 ging Enver Pascha zusammen mit anderen führenden Jungtürken an Bord eines deutschen U-Boots, das ihn in geheimer Mission nach Odessa brachte. Die Flüchtigen, die zunächst sämtlich in Deutschland untertauchten, bevor sich ihre Wege trennten, wurden 1919 in Istanbul wegen ihrer Verantwortung für den Armeniergenozid in Abwesenheit zum Tode verurteilt.
In literarischer Form wurde Envers Mitschuld am Völkermord an den Armeniern in dem Roman Die vierzig Tage des Musa Dagh von Franz Werfel beschrieben, der – mit Bezug auf eine authentische Begebenheit – die Begegnung des Kriegsministers mit dem deutschen Geistlichen und Orientkenner Johannes Lepsius schildert und Enver dabei als kalt lächelnden Massenmörder beschreibt.

## Exil in Deutschland und Russland
Enver fand zusammen mit Talaat für einige Zeit Unterschlupf in Potsdam. Dort wohnte er incognito in Neubabelsberg bei dem befreundeten Kunsthistoriker Friedrich Sarre, Direktor im Vorderasiatischen Museum Berlin. Im Sommer 1919 besuchten Enver und Talaat den in Moabit inhaftierten Revolutionär Karl Radek, der ihnen den Vorschlag unterbreitete, Kontakt zur sowjetrussischen Führung aufzunehmen, um den Krieg in Mittelasien gegen Großbritannien fortzusetzen. Dazu sollte er die Reste seiner „Islamischen Armee“ mit Einheiten der Roten Armee vereinigen. Enver erlag der Fehleinschätzung, die Sowjetmacht würde im Kampf gegen den britischen Imperialismus, der die Ölfelder um Baku ins Auge gefasst hatte, auch sein pantürkisches Programm tolerieren. Seine Verbindungen zu deutschen Militärs wie Hans von Seeckt ausnutzend, unternahm er Ende 1919 und Anfang 1920 mehrere Versuche, per Flugzeug über das in Nachkriegskonflikten versunkene Osteuropa hinweg nach Sowjetrussland zu gelangen, hatte aber erst im Sommer 1920 Erfolg. Im September 1920 nahm er auf Einladung seiner sowjetischen Gastgeber am ersten Kongress der Völker des Ostens in Baku teil, der von der Komintern organisiert wurde.
Nach dem Kongress kehrte Enver nach Deutschland zurück, wo er Waffen kaufte, um in den Türkischen Befreiungskrieg einzugreifen. Die Sowjets bauten Enver in dieser Zeit als Alternative zu Mustafa Kemal auf, um diesen auf einem sowjetfreundlichen Kurs zu halten. Nach einigen Monaten in Moskau reiste er im Sommer 1921 mit Erlaubnis der Sowjetregierung in den Kaukasus. Sein dafür gegebenes Versprechen, sich nicht gegen Mustafa Kemal zu engagieren, brach er jedoch. Nachdem sein Versuch, von Batumi aus mit einigen Unterstützern in die Türkei einzureisen, von den sowjetischen Behörden verhindert worden war, nahm er eine Mission der Sowjetregierung nach Turkestan an. Er sollte dabei helfen, das in den Revolutionswirren unabhängig gewordene Emirat Buchara unter sowjetische Kontrolle zu bringen.
Im November 1921 in Buchara angekommen, wandte er sich gegen seine bisherigen Unterstützer und nahm Verbindung mit Führern der Basmatschi auf. Unter ihnen suchte er Anhänger für seine pantürkische Idee zu gewinnen und agitierte für die Bildung eines neuen Kalifats.

## Kampf für ein neues Kalifat und Tod
Wegen der kriegsbedingten und revolutionären Wirren schien Enver Pascha die Zeit günstig, die islamischen, turkstämmigen Völker Mittelasiens in einem eigenen Staatswesen zu vereinigen. Dabei hatte er es nicht nur auf die gerade der Zarenherrschaft entronnenen Aserbaidschaner, Turkmenen und Usbeken abgesehen, sondern rechnete auch mit der Unterstützung der Uiguren in Nordwestchina und turkstämmiger Nationalisten in Afghanistan und Persien. Als Kommandeur der Basmatschi und Oberbefehlshaber der Truppen des Emirs Said Alim Khan kämpfte er für das Ziel, ein Kalifat mit Sitz in Samarkand zu errichten. Der von der Geistlichkeit, dem Bürgertum und der reichen Oberschicht Bucharas, Ferghanas und des ehemaligen Khanats von Chiwa getragene Unabhängigkeitskampf wurde von der Roten Armee blutig beendet. Am 4. August 1922 fielen Enver Pascha und die meisten seiner Kämpfer in einem erbitterten Gefecht mit überlegenen Sowjet-Truppen am Cegan Tepe bei Baldschuan, nahe der tadschikischen Hauptstadt Duschanbe im Pamir.
Enver Paschas sterbliche Überreste wurden 1996 nach Istanbul überführt und dort an seinem 74. Todestag beim Abide-i Hürriyet, dem Denkmal der jungtürkischen Revolution von 1908, beigesetzt.

## Familie
Im März 1914 heiratete Enver Emine Naciye Sultan, eine Tochter des Bruders des Sultans Mehmed V. Reşad. Somit wurde Enver zum Damad-ı Şehriyârî (deutsch: Schwiegersohn des Sultans). Aus dieser Ehe gingen 1917 die Tochter Türkân Mayatepek, die Tochter Mahpeyker Ürgüp und 1920 der Sohn Ali Enver Akoğlu hervor.

## Sonstiges
Enver Pascha, der u. a. das osmanisch-türkische Schriftsystem Hurûf-ı munfasıla entwickelt hatte, war als Symbol des neuen jungtürkisch-osmanischen Selbstbewusstseins und aufgrund seiner militärischen Erfolge im Osmanischen Reich und anderen Teilen der muslimischen Welt sehr populär, viele Familien benannten ihre Söhne nach ihm, so etwa im Falle von Anwar as-Sadat. Informell wurde auch der Kabalak, eine Militärmütze in der Form eines Tropenhelms, als Enverije nach Enver benannt, da die Idee für die Kopfbedeckung angeblich auf ihn zurückging. 
Auch in Deutschland genoss Enver Pascha als Initiator und Garant des Militärbündnisses mit dem Osmanischen Reich hohes Ansehen und außerordentliche Popularität. Zeitweise war er Ehrenvorsitzender der Deutsch-türkischen Vereinigung. Dieses Ansehen wurde auch dadurch nicht entscheidend geschmälert, dass militärische Kenner der osmanischen Verhältnisse wie General Otto Liman von Sanders („Liman Pascha“) in ihren Kriegserinnerungen Enver überaus kritisch bewerteten. Während des Ersten Weltkriegs dienten unter Envers Oberbefehl um die 800 preußische Offiziere und mehrere tausend deutsche Soldaten in der türkischen Armee im Asien-Korps. Als Militärattaché hatte er vor dem Krieg längere Zeit in Klein Glienicke gewohnt, so dass ihm zu Ehren 1915 eine von Babelsberg nach Klein Glienicke führende Brücke seinen Namen erhielt. Die „Enver-Pascha-Brücke“ wurde im Zweiten Weltkrieg 1945 zerstört. Für die große Popularität Enver Paschas sorgte außerdem eine nach ihm benannte deutsche Zigarettenmarke (Enver Bey).
Nach dem deutsch-jüdischen Historiker Paul Arnsberg soll Enver Pascha seine Abstammung von den Dönme hergeleitet haben, einer sabbatianischen Strömung innerhalb des Judentums, die auf den jüdischen Propheten Schabbtai Zvi zurückging.

## Auszeichnungen (Auswahl)
- Eisernes Kreuz am 26. Februar 1915[8]
- Eiserner Halbmond im Jahre 1915
- Osmanje-Orden I. Klasse am 24. März 1915
- Pour le Mérite mit Eichenlaub[9]
  - Pour le Mérite am 23. August 1915
  - Eichenlaub am 10. Januar 1916
- à la suite des Preußischen Garde-Füsilier-Regiments am 13. September 1916[10]

## Schriften
- Enver Pascha: Um Tripolis. Verlag Bruckmann, München 1918 (Kriegstagebuch aus dem italienisch-türkischen Krieg).